# برنامج فولبرايت

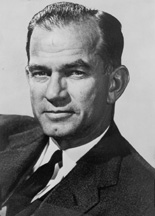

برنامج فولبرايت، بما في ذلك برنامج فولبرايت - هايز ، هو واحد من عدة برامج التبادل الثقافي للولايات المتحدة التي تهدف إلى تحسين العلاقات بين الثقافات ، والدبلوماسيات الثقافية ، والكفاءة بين الثقافات بين شعب الولايات المتحدة والدول الأخرى من خلال تبادل الأشخاص ، المعرفة والمهارات . وهي واحدة من برامج الزمالة الأكثر تميزا وتنافسية في العالم, ومن خلال البرنامج ، قد يتلقى المواطنون الأمريكيون الذين تم اختيارهم بشكل تنافسي ، بما في ذلك الطلاب والباحثين والمدرسين والمهنيين والعلماء والفنانين ، منحًا دراسية أو منحًا للدراسة أو إجراء الأبحاث أو التعليم أو ممارسة مواهبهم في الخارج ؛ والمواطنين من البلدان الأخرى قد يتأهلون لفعل الشيء نفسه في الولايات المتحدة الأمريكية . تم تأسيس البرنامج من قبل السيناتور الأمريكي وليام فولبرايت في عام 1946 ، ويعتبر أحد أكثر المنح الدراسية شهرة في العالم. بحيث يوفر البرنامج 8000 منحة سنوياً.
تدير برنامج فولبرايت منظمات متعاونة مثل معهد التعليم الدولي وتعمل في أكثر من 160 دولة حول العالم. و رعى مكتب الشؤون التعليمية والثقافية التابع لوزارة الخارجية الأمريكية برنامج فولبرايت ويتلقى تمويلاً من الكونغرس الأمريكي من خلال فواتير سنوية .
التمويل الحالي للبرنامج هو 240 مليون دولار سنويا ؛ ومع ذلك ، اقترح الرئيس الأمريكي دونالد ترامب تخفيضًا بنسبة 71٪ لتمويله في عام 2018. يأتي الدعم المباشر والعيني الإضافي من الحكومات الشريكة والمؤسسات والشركات المضيفة داخل وخارج الولايات المتحدة. في كل دولة من البلدان الـ 49 ، تقوم لجنة فولبرايت ثنائية القومية بالإشراف على برنامج فولبرايت والإشراف عليه . في البلدان التي ليس لديها هيئة فولبرايت ولكن لديها برنامج نشط ، يشرف قسم الشؤون العامة في سفارة الولايات المتحدة على برنامج فولبرايت . شارك أكثر من 370،000 شخصًا في البرنامج منذ بدئه ؛ حصل 59 من خريجي فولبرايت على جائزة نوبل. و82 حصلوا على جائزة بوليتزر.

## التاريخ
يهدف برنامج فولبرايت إلى جلب مزيد من المعرفة ، والتعاطف أكثر في الشؤون العالمية ، وبالتالي زيادة فرصة أن تتعلم الأمم في الماضي والحاضر العيش في سلام وصداقة .
- السناتور ج. وليام فولبرايت
في عام 1945 ، اقترح السناتور ج . وليام فولبرايت مشروع قانون لاستخدام العائدات من بيع فائض ممتلكات حكومة الولايات المتحدة في الحرب لتمويل التبادل الدولي بين الولايات المتحدة وبلدان أخرى . مع التوقيت الحاسم لأعوام الحرب الثانية ومع التأسيس الملح للأمم المتحدة ، كان برنامج فولبرايت محاولة لتعزيز السلام والتفاهم من خلال التبادل التعليمي . وضع مشروع القانون خطة للتخلي عن الديون التي حشدتها الدول الأجنبية خلال الحرب ، وفي مقابل تمويل برنامج تعليمي دولي . كان من خلال الاعتقاد بأن هذا البرنامج سيكون وسيلة أساسية لتعزيز السلام والتفاهم المتبادل بين الأفراد والمؤسسات وزعماء المستقبل أينما كانوا
إذا كنا لا نريد أن نموت معاً في الحرب ، يجب أن نتعلم كيف نعيش معاً في سلام .
- الرئيس هاري ترومان
في 1 أغسطس 1946 ، وقع الرئيس هاري ترومان على مشروع القانون ليصبح قانونًا ، وأنشأ الكونغرس برنامج فولبرايت في ما أصبح أكبر برنامج لتبادل التعليم في التاريخ .
منذ أن بدأ البرنامج يعمل على أساس ثنائي القومية . دخل كل بلد نشط في برنامج فولبرايت في اتفاق مع حكومة الولايات المتحدة . أول الدول التي وقعت على اتفاقيات كانت الصين في عام 1947 وبورما والفلبين واليونان في عام 1948 .

## برنامج
يمكن للتبادل التعليمي أن يحول الدول إلى أشخاص ، مما يسهم في عدم وجود أي شكل آخر من أشكال التواصل لإضفاء طابع إنساني على العلاقات الدولية .
- السناتور ج. وليام فولبرايت
يعمل برنامج فولبرايت بطريقتين: قد يحصل مواطنو الولايات المتحدة على تمويل للذهاب إلى بلد أجنبي (برنامج الطلاب الأمريكيين ، برنامج الباحثين الأمريكيين ، برنامج تبادل المعلمين ، إلخ) ، وقد يأتي مواطنون غير أمريكيين إلى الولايات المتحدة (برنامج الطلاب الأجانب ، زيارة برنامج الباحث ، برنامج تبادل المعلمين ، إلخ.).
يتمتع المرشحون الموصى بهم لمنح فولبرايت بإنجازات أكاديمية عالية ، مقترح مشروع مقنع أو بيان الغرض ، وإمكانيات قيادية واضحة ، ومرونة وقدرة على التكيف للتفاعل بنجاح مع المجتمع المضيف في الخارج.
يتم تقديم منح فولبرايت في جميع التخصصات الأكاديمية تقريبًا باستثناء الأبحاث الطبية السريرية التي تشمل الاتصال بالمرضى. تشمل مجالات الدراسة التي يقدمها منحة فولبرايت الفنون الجميلة ، والعلوم الإنسانية ، والعلوم الاجتماعية ، والرياضيات ، والعلوم الطبيعية والفيزيائية ، والعلوم المهنية والتطبيقية .

## منح الطلاب
· يقدم برنامج فولبرايت للطلاب الأمريكيين زمالات للطلاب المتخرجين من الولايات المتحدة وطلاب الدراسات العليا والمهنيين الشباب والفنانين للبحث أو الدراسة أو تدريس اللغة الإنجليزية في الخارج لمدة عام أكاديمي واحد.
· يمكّن برنامج فولبرايت للطلاب الأجانب طلاب الدراسات العليا والمهنيين الشباب والفنانين من الخارج لإجراء الأبحاث والدراسة في الولايات المتحدة. يتم تجديد بعض المنح الدراسية بعد السنة الأولى من الدراسة.
· يوفر برنامج فولبرايت لتعليم اللغة الأجنبية فرصًا لمعلمي اللغة الإنجليزية الشباب من الخارج لتحسين مهاراتهم التعليمية وتوسيع معرفتهم بالثقافة والمجتمع الأمريكي مع تعزيز تعليم اللغات الأجنبية في الكليات والجامعات في الولايات المتحدة.
· تدعم جائزة فولبرايت للعلوم والتكنولوجيا ، وهي جزء من برنامج فولبرايت للطلاب الأجانب ، دراسة الدكتوراه في المؤسسات الأمريكية الرائدة في مجالات العلوم والتكنولوجيا والهندسة أو المجالات ذات الصلة للطلاب الأجانب المتميزين. هذا البرنامج هو الآن على التوقف.
· تمنح منح Fulbright-mtvU لأربعة طلاب من الولايات المتحدة الفرصة لدراسة قوة الموسيقى كقوة ثقافية في الخارج. يقوم الزملاء بإجراء بحث لمدة عام أكاديمي حول مشاريع التصميم الخاصة بهم حول الجانب الموسيقي المختار. يشاركون تجاربهم خلال عام فولبرايت من خلال تقارير الفيديو والمدونات والبودكاست.
· توفر منحة فولبرايت-كلينتون الفرصة للطلاب في الولايات المتحدة للعمل في وظائف مهنية في وزارات أو مؤسسات حكومية أجنبية لاكتساب خبرة عملية في القطاع العام في الدول الأجنبية المشاركة.

## منح الباحث العلمي
· تتألف جوائز Fulbright Distinguished Chair من حوالي أربعين محاضرة متميزة وأبحاثًا متميزة وجوائز متميزة في المحاضرات والأبحاث تتراوح من ثلاثة إلى 12 شهرًا. تعتبر جوائز Fulbright Distinguished Chair من بين أهم المواعيد في برنامج فولبرايت للباحثين الأمريكيين. يجب أن يكون المرشحون من العلماء البارزين ولديهم سجل هام في النشر والنشر.
· يجلب كرسي فولبرايت لثلاثين عامًا في الدراسات الأمريكية بجامعة هلسنكي باحثين من مختلف التخصصات إلى فنلندا.
· يقوم برنامج فولبرايت الأمريكي للباحثين بإرسال أعضاء هيئة التدريس الأميركيين والباحثين والمهنيين في الخارج لإلقاء محاضرة أو إجراء بحث لمدة تصل إلى عام.
· يرسل برنامج فولبرايت المتخصص أعضاء هيئة التدريس والمتخصصين في الولايات المتحدة للعمل كمستشارين خبراء في المناهج الدراسية وتطوير أعضاء هيئة التدريس والتخطيط المؤسسي والمواضيع ذات الصلة في المؤسسات الأكاديمية في الخارج لمدة تتراوح من أسبوعين إلى ستة أسابيع.
· يجلب برنامج فولبرايت للباحثين الزائرين وبرنامج Fulbright Scholar-in-Residence الباحثين الأجانب لإجراء محاضرة أو إجراء أبحاث ما بعد الدكتوراه لمدة تصل إلى عام في الكليات والجامعات الأمريكية.
· برنامج فولبرايت الإقليمي للبحث العلمي (NEXUS) هو عبارة عن شبكة من الباحثين المبتدئين والمتخصصين والباحثين التطبيقيين في منتصف حياتهم المهنية من الولايات المتحدة والبرازيل وكندا ودول أخرى في نصف الكرة الغربي في برنامج لمدة عام يتضمن تخصصات متعددة ، وأبحاث على مستوى الفريق ، وسلسلة من ثلاثة اجتماعات ندوة ، وخبرة فولبرايت لتبادل الآراء.

## منح المعلم
· يدعم برنامج فولبرايت لتبادل المدرسين التبادل الفردي للمدرسين من مدارس K – 12 وعدد قليل من مؤسسات التعليم ما بعد الثانوي.
· توجّه جوائز فولبرايت المتميّزة في برنامج التدريس المعلمين إلى الخارج لفصل دراسي لمتابعة مشاريع فردية وإجراء الأبحاث وقيادة دروس أو ندوات رئيسية.

## المنح للمحترفين
· يقدم برنامج هوبير إتش. همفري محترفين بارزين في منتصف حياتهم المهنية من العالم النامي والمجتمعات التي تمر بمرحلة انتقالية إلى الولايات المتحدة لمدة عام واحد. يشارك الزملاء في برنامج غير دراسي للدراسة الأكاديمية واكتساب الخبرة المهنية.
· يرسل برنامج فولبرايت الأمريكي للباحثين الأمريكيين والمحترفين الأمريكيين في الخارج لإلقاء محاضرة أو إجراء بحث لمدة تصل إلى عام.
· يرسل برنامج فولبرايت المتخصص أعضاء هيئة التدريس والمتخصصين في الولايات المتحدة للعمل كمستشارين خبراء في المناهج الدراسية وتطوير أعضاء هيئة التدريس والتخطيط المؤسسي والمواضيع ذات الصلة في المؤسسات الأكاديمية في الخارج لمدة تتراوح من أسبوعين إلى ستة أسابيع.
· يقدم برنامج فولبرايت للطلاب الأمريكيين زمالات للطلاب المتخرجين من الولايات المتحدة وطلاب الدراسات العليا والمهنيين الشباب والفنانين للدراسة في الخارج لمدة عام أكاديمي واحد. يتضمن البرنامج أيضًا مكون مساعد تدريس اللغة الإنجليزية.
· يمكّن برنامج فولبرايت للطلاب الأجانب طلاب الدراسات العليا والمهنيين الشباب والفنانين من الخارج لإجراء الأبحاث والدراسة في الولايات المتحدة. يتم تجديد بعض المنح الدراسية بعد السنة الأولى من الدراسة.

## برنامج فولبرايت – هايز
· جزء من برنامج فولبرايت هو اعتماد من الكونغرس لوزارة التعليم الأمريكية لبرنامج فولبرايت - هايز.
· تُمنح هذه المنح إلى الولايات المتحدة الأمريكية من خلال 14 من المعلمين والمعلمين والإداريين وطلاب ما قبل الدكتوراة وأعضاء هيئة التدريس بعد الدكتوراه ، بالإضافة إلى المؤسسات والمؤسسات الأمريكية. يدعم التمويل الأبحاث وجهود التدريب في الخارج ، والتي تركز على اللغات الأجنبية غير الغربية ودراسات المناطق.

## الإدارة
يتم تنسيق البرنامج من قبل مكتب الشؤون التعليمية والثقافية (ECA) التابع لوزارة الخارجية الأمريكية بموجب المبادئ التوجيهية للسياسة التي وضعها مجلس فولبرايت للمنح الدراسية الأجنبية (FSB) ، وذلك بمساعدة 50 لجنة فولبرايت ثنائية القومية ، والسفارات الأمريكية ، و المنظمات المتعاونة في الولايات المتحدة
تتولى وزارة الخارجية الأمريكية مسؤولية إدارة برنامج فولبرايت وتنسيقه والإشراف عليه. مكتب الشؤون التعليمية والثقافية هو مكتب وزارة الخارجية الذي يتحمل المسؤولية الرئيسية عن إدارة البرنامج.
مجلس فولبرايت للمنح الدراسية الأجنبية هو مجلس مكون من اثني عشر عضواً من قادة التعليم والعامة يعينهم رئيس الولايات المتحدة والذي يحدد السياسة العامة والتوجيه لبرنامج فولبرايت ويوافق على جميع المرشحين المرشحين لمنح فولبرايت الدراسية.
تقوم لجان ومؤسسات فولبرايت ثنائية القومية ، ومعظمها بتمويل مشترك بين الولايات المتحدة والحكومات الشريكة ، بتطوير الأولويات للبرنامج ، بما في ذلك أعداد وفئات المنح. وبشكل أكثر تحديداً ، فإنهم يخططون وينفذون التبادلات التعليمية ، ويعينون المرشحين ويعينون من أجل الزمالات ؛ تحديد مؤسسات تعليمية محلية مؤهلة لاستضافة برنامج Fulbrighters ؛ جمع التبرعات. إشراك الخريجين دعم واردة Fulbrighters الولايات المتحدة. وفي العديد من البلدان ، تعمل خدمة المعلومات للجمهور على فرص التعليم في الولايات المتحدة.
في بلد نشط في البرنامج بدون عمولة فولبرايت ، يقوم قسم الشؤون العامة في السفارة الأمريكية بإدارة برنامج فولبرايت ، بما في ذلك توظيف وترشيح مرشحين لمنح إلى الولايات المتحدة ، والإشراف على برنامج فولبرايت الأمريكي على منحتهم في البلاد ، وإشراك الخريجين.
تأسست في عام 1919 في أعقاب الحرب العالمية الأولى ، تم إنشاء معهد التعليم الدولي لتحفيز التبادل التعليمي. في عام 1946 ، دعت وزارة الخارجية الأمريكية معهد التعليم الدولي (IIE) إلى إدارة مكون طلبة الدراسات العليا و CIES لإدارة مكون أعضاء هيئة التدريس في برنامج فولبرايت - وهو أكبر برنامج لـ IIE حتى الآن.
مجلس التبادل الدولي للعلماء هو جزء من معهد IIE يدير برنامج فولبرايت للباحثين.
تقوم أمديست بإدارة منح فولبرايت للطلاب الأجانب لمنحهم من الشرق الأوسط وشمال إفريقيا (باستثناء إسرائيل).
LASPAU: تابعة لجامعة هارفرد [17] يجمع LASPAU شبكة قيمة من الأفراد والمؤسسات والقادة والمنظمات المكرسة لبناء مجتمعات قائمة على المعرفة في جميع أنحاء الأمريكتين. من بين الوظائف الأخرى ، تدير LASPAU برنامج تطوير أعضاء هيئة التدريس ، وهو جزء من برنامج فولبرايت للطلاب الأجانب ، لمنح من أمريكا الوسطى والجنوبية ومنطقة البحر الكاريبي.

## المنظمات ذات الصلة
رابطة فولبرايت هي منظمة مستقلة عن برنامج فولبرايت وغير مرتبطة بوزارة الخارجية الأمريكية. تأسست جمعية فولبرايت في 27 فبراير 1977 كمنظمة خاصة غير ربحية تضم أكثر من 9000 عضو. الراحل آرثر باور دودن كان الرئيس المؤسس. كان يريد من الخريجين أن يعلموا أعضاء الكونغرس الأمريكي والجمهور حول فوائد تعزيز التفاهم المتبادل المتزايد بين شعب الولايات المتحدة وشعوب الدول الأخرى. بالإضافة إلى جمعية فولبرايت في الولايات المتحدة ، توجد جمعيات خريجي فولبرايت المستقلة في أكثر من 75 دولة حول العالم.
أكاديمية فولبرايت هي منظمة مستقلة عن برنامج فولبرايت وليست مرتبطة بوزارة الخارجية الأمريكية. وهي منظمة غير حزبية وغير ربحية تضم أعضاءًا في جميع أنحاء العالم ، وتركز أكاديمية فولبرايت على التقدم المهني واحتياجات التعاون بين خريجي برنامج فولبرايت البالغ عددهم 100000 وماجستير في العلوم والتكنولوجيا والمجالات ذات الصلة. تعمل أكاديمية فولبرايت مع أعضاء فرديين ومؤسسيين ، وجمعيات خريجي فولبرايت وغيرها من المنظمات المهتمة بالاستفادة من المعرفة والمهارات الفريدة لخريجي فولبرايت.
تشرف المجالس الأمريكية للتعليم الدولي (ACTR / ACCELS) على برنامج تطوير أعضاء هيئة التدريس (JFDP) ، وهو عبارة عن تبادل أكاديمي خاص للممنوحين من القوقاز وآسيا الوسطى وجنوب شرق أوروبا.
تدير أكاديمية التطوير التربوي برنامج Fulbright Classroom لتبادل المعلمين وبرنامج Fulbright Awards المتميز في برنامج التدريس.

## خريج متميز
شغل خريجو برنامج فولبرايت أدوارًا رئيسية في الحكومة ، والأوساط الأكاديمية ، والصناعة. من 325،000+ من الخريجين:
84 حصلوا على جائزة بوليتزر
71 من زملاء ماك آرثر
59 حصلوا على جائزة نوبل
37 شغل منصب رئيس الدولة أو الحكومة
10 قد تم انتخابهم في الكونغرس الأمريكي
1 عمل كأمين عام للأمم المتحدة
القائمة التالية عبارة عن مجموعة مختارة من مستلمي منح Fulbright البارزة:
William D. "Bro" Adams ، مدير الجامعة ورئيس NEH (2014-2017)
فرانسيس أندرسن ، اللغة العبرية الأسترالية والدراسات التوراتية
جون أشبيري ، الشاعر الأمريكي
بطرس بطرس غالي ، سياسي مصري وأمين عام للأمم المتحدة ، 1992-1996
كايل كاري ، الموسيقار الأمريكي سلتيك
بوب كار ، السياسي الأسترالي
رون كاستان ، محامي مرافعات القانون الأسترالي
Lenora Champagne ، كاتب مسرحي ، فنان ومدير أداء
دانتي آر. تشايالفو ، عالم.
دايل تشيهولي ، النحات الزجاجي ورجل الأعمال.
ناثان كوليت ، مخرج أفلام
ليا كورتيس ، مؤلفة أسترالية
ويندي جرينجروس (1925-2012) ، ممارس عام ومذيع
سوزان كلوز ، رسام ونحات
روبرت نوزيك ، فيلسوف سياسي أمريكي
سيلفيا بلاث ، شاعرة ، حائزة على جائزة بوليتزر للشعر عام 1982
ثيودور روثيك ، شاعر ، حاصل على جائزة بوليتزر للشعر عام 1954 وجائزة الكتاب الوطني للشعر عام 1959 و 1965
شاعر فيليب شولتز
تشارلز رايت ، الشاعر الأمريكي
جيمس رايت ، الشاعر الأمريكي